# Trường y

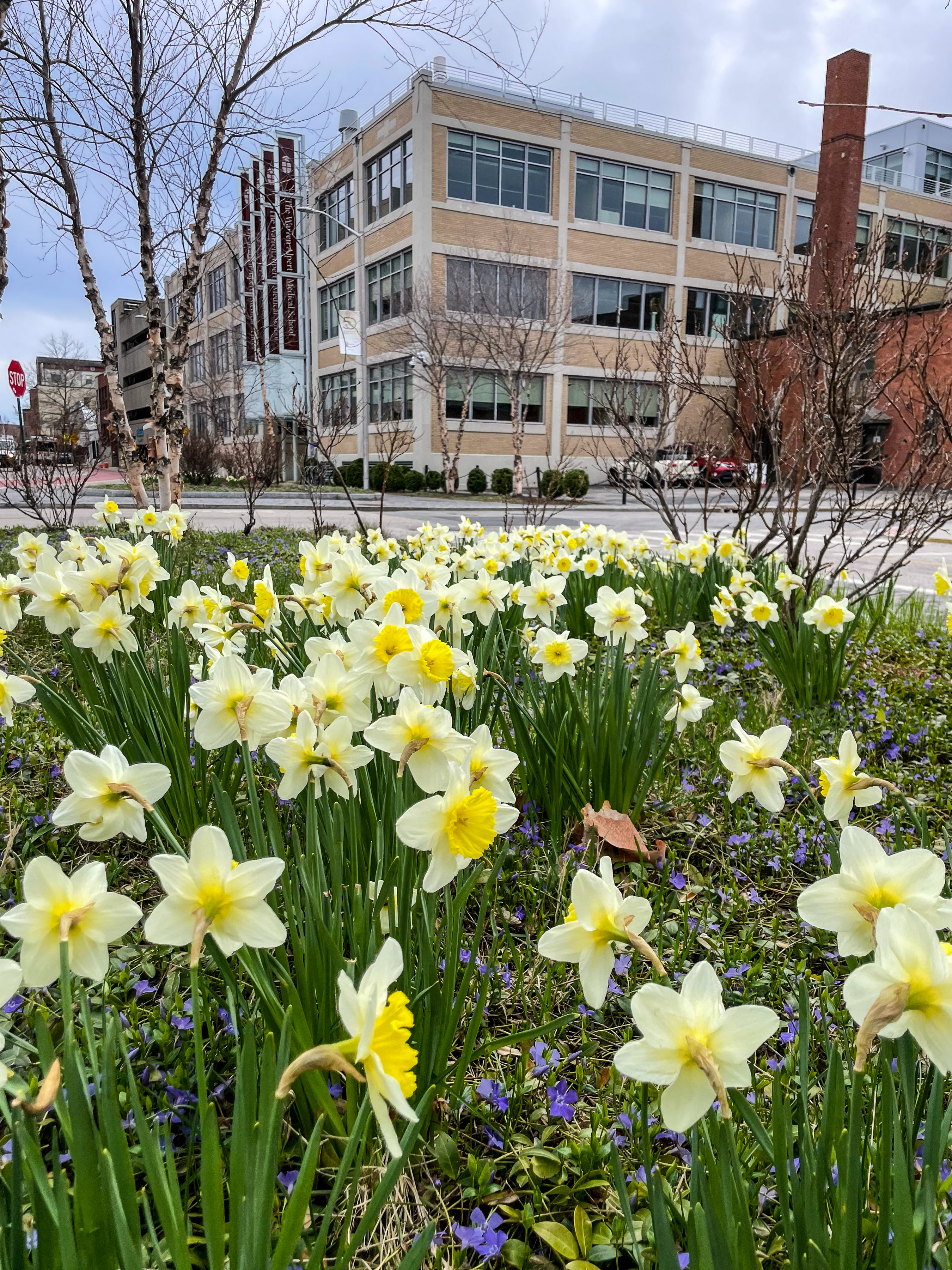
Một trường y tại Rhode Island

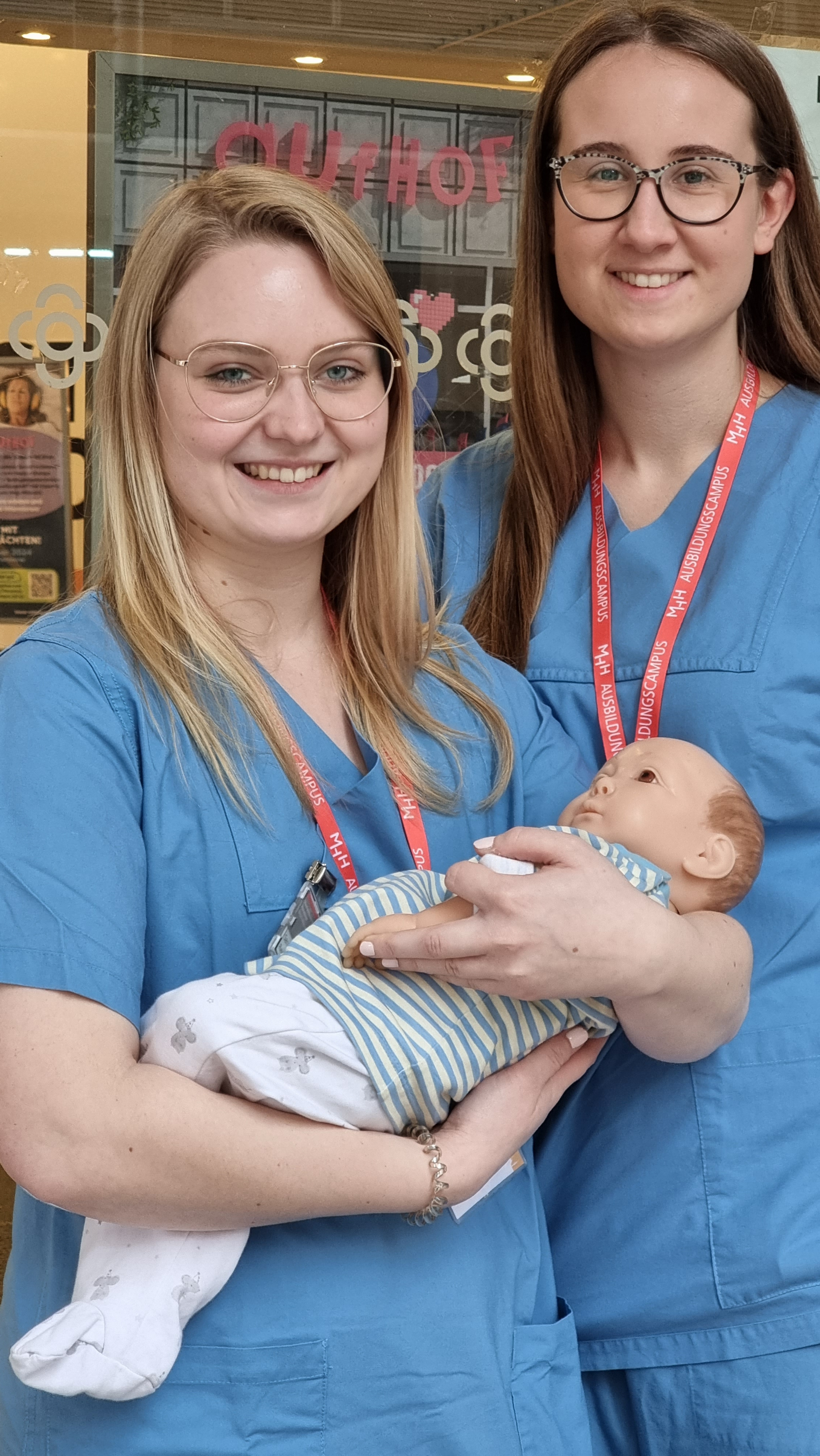
Hai sinh viên y khoa

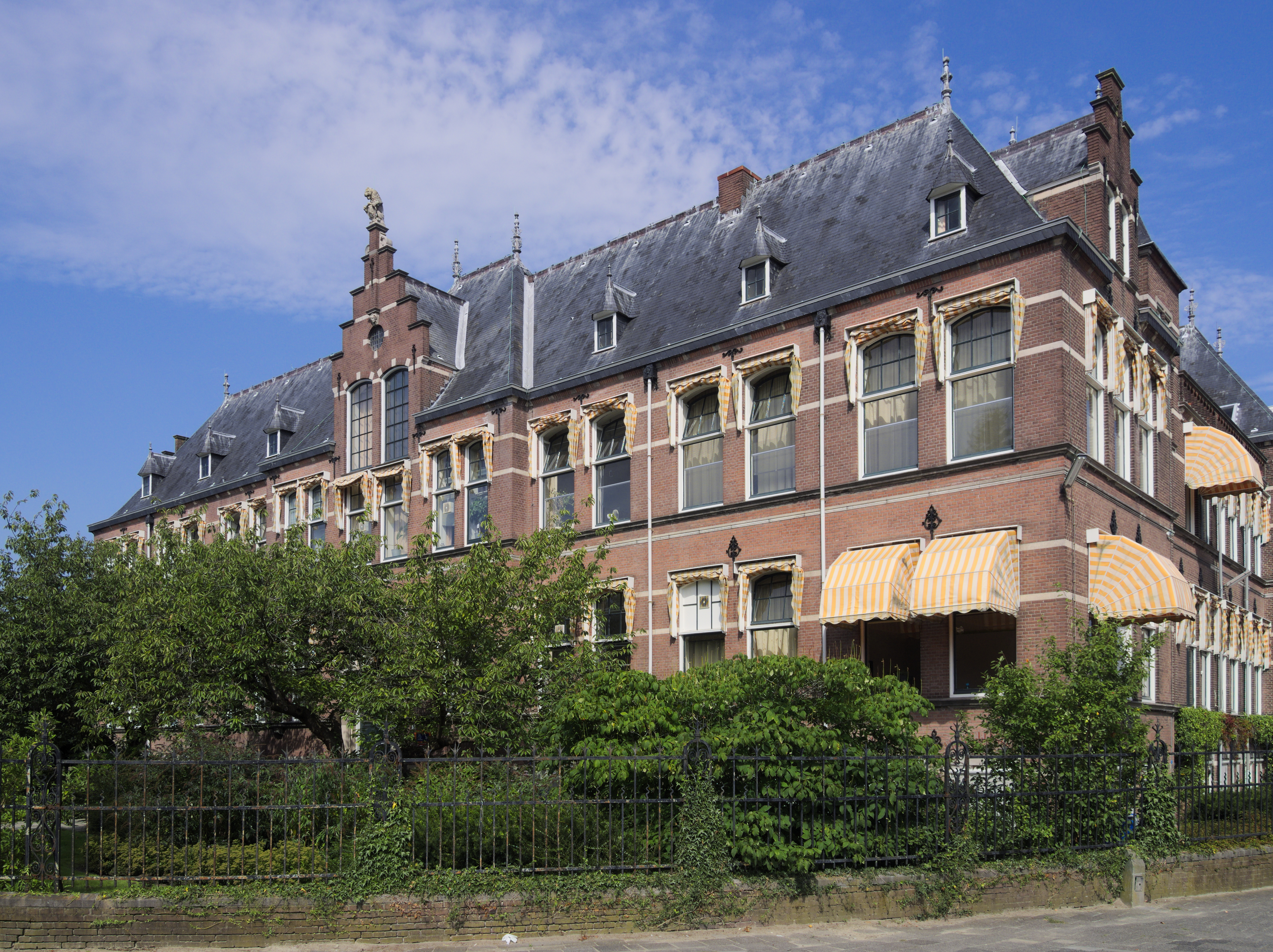
Một trường y tại Hà Lan

Trường y (Medical school) là một cơ sở giáo dục đại học chuyên nghiệp hoặc là một phần của một tổ chức như vậy có chức năng giảng dạy, thực hành trong lĩnh vực y khoa và cấp bằng chuyên môn cho đội ngũ bác sĩ. Hệ thống bằng y khoa được cấp bao gồm Cử nhân Y khoa, cử nhân Phẫu thuật (MBBS, MBChB, MBBCh, BMBS), Thạc sĩ y khoa (MM, MMed), Bác sĩ y khoa (MD), hoặc Bác sĩ y học nắn xương (DO), bác sĩ chuyên khoa. Nhiều trường y cung cấp các bằng cấp bổ sung, chẳng hạn như Tiến sĩ y khoa (Tiến sĩ), bằng thạc sĩ (MSc) hoặc giáo dục sau trung học khác. Các trường y cũng có thể thực hiện nghiên cứu y học và thực hành bệnh viện thực hành. Trên khắp thế giới, tiêu chí, cơ cấu, phương pháp giảng dạy và tính chất của các chương trình y tế được giảng dạy các trường y rất khác nhau. Các trường y thường có tính cạnh tranh cao, sử dụng kỳ thi tuyển sinh tiêu chuẩn, cũng như điểm trung bình và vai trò quản lý, để sát hạch và thu hẹp tiêu chí lựa chọn ứng viên. 
Ở hầu hết các quốc gia, việc học y khoa được hoàn thành ở bậc đại học mà không yêu cầu các khóa học đại học tiên quyết. Tuy nhiên, ngày càng có nhiều nơi dành cho những người đăng ký sau đại học đã hoàn thành bằng đại học bao gồm một số khóa học bắt buộc. Tại Hoa Kỳ và Canada, hầu hết tất cả các bằng cấp y khoa đều là bằng cấp thứ hai (chuyên tu, tại chức) và yêu cầu học trước đó vài năm ở cấp đại học. Bằng y khoa được cấp cho sinh viên y khoa sau khi hoàn thành chương trình cấp bằng, thường kéo dài từ 5 năm trở lên đối với mô hình đại học và bốn năm đối với mô hình sau đại học. Nhiều trường y hiện đại tích hợp giáo dục lâm sàng với khoa học cơ bản ngay từ đầu chương trình Các chương trình giảng dạy truyền thống hơn thường được chia thành các khối tiền lâm sàng và lâm sàng. Trong khoa học tiền lâm sàng, sinh viên học các môn như hóa sinh, di truyền, dược lý, bệnh lý, giải phẫu, sinh lý học và vi sinh y học, cùng nhiều môn học khác. Các nội dung luân chuyển lâm sàng tiếp theo thường bao gồm nội khoa, phẫu thuật tổng quát, nhi khoa, tâm thần học, sản phụ khoa, cùng nhiều chuyên khoa khác. Mặc dù các trường y cấp bằng y khoa cho sinh viên tốt nghiệp, nhưng bác sĩ thường không được hành nghề y hợp pháp cho đến khi được chính quyền địa phương cấp phép. Đến năm 2005 đã có hơn 100 trường y trên khắp Châu Phi, hầu hết được thành lập sau năm 1970.